# باب الغوانمة

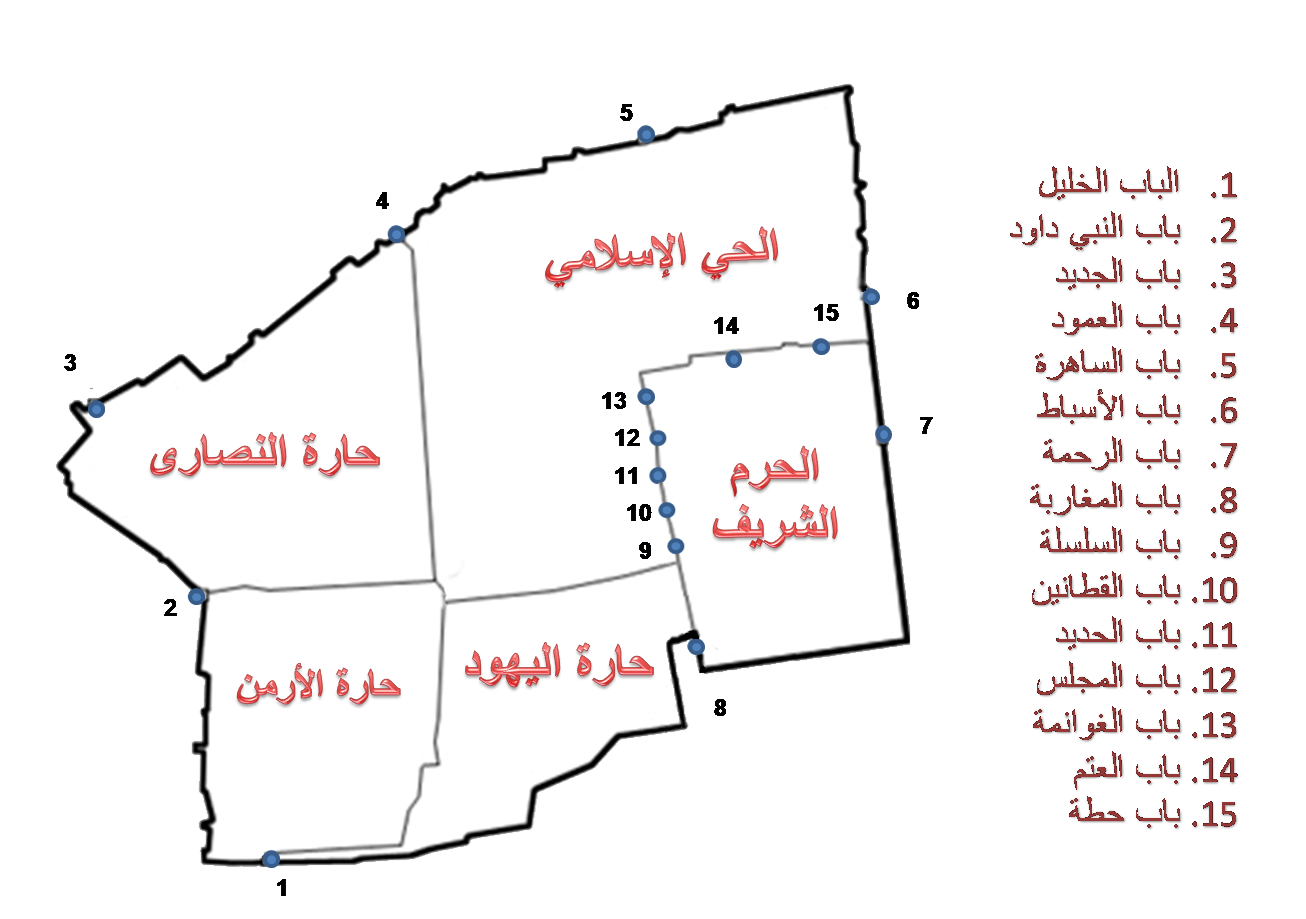
بوابات القدس وحرم المسجد الأقصى

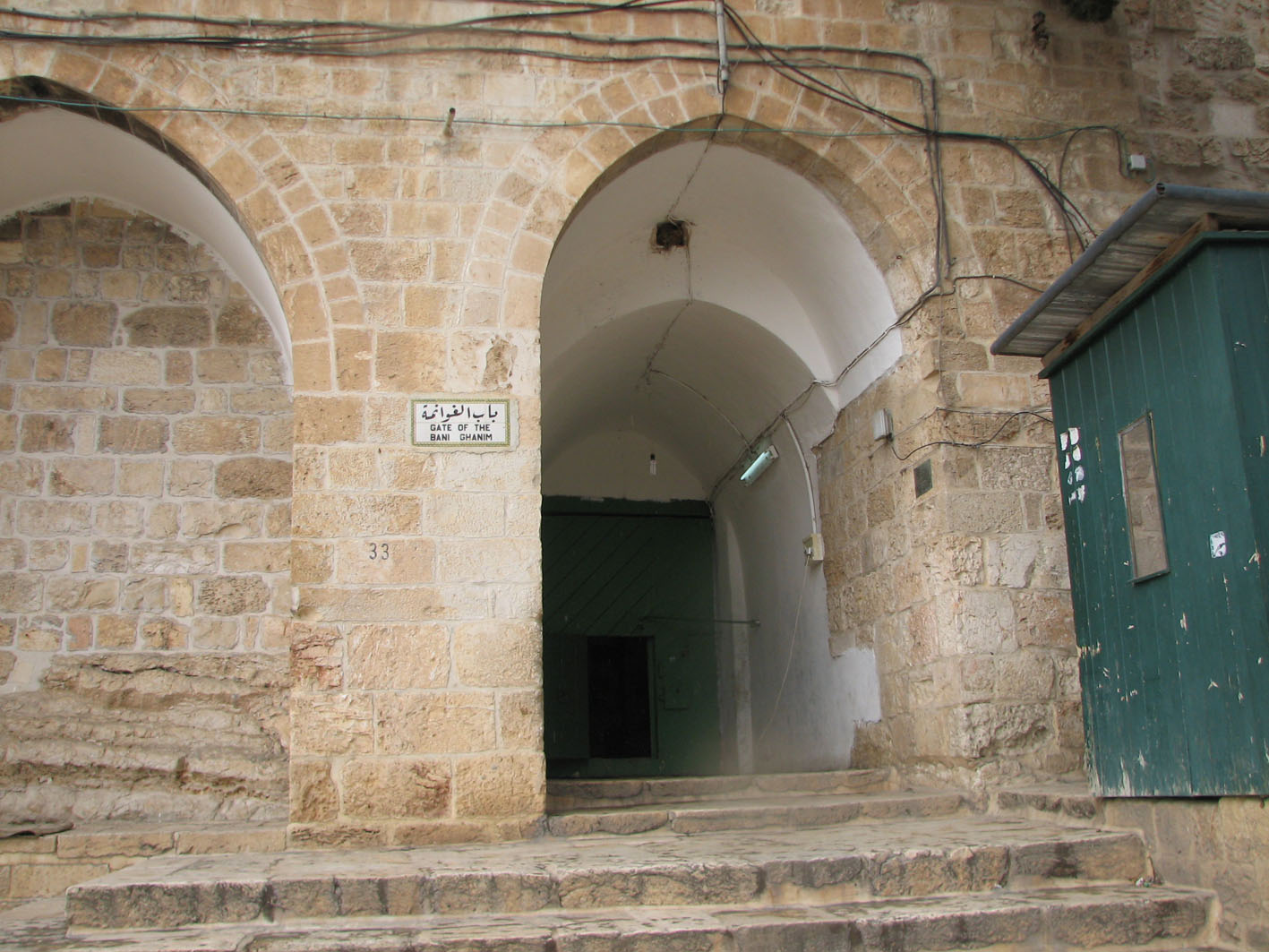
باب الغوانمة

أحد أبواب الحرم القدسي الشريف الذي يحوي المسجد الأقصى وقبة الصخرة. يقع في الجهة الشمالية الغربية منه.
تعود تسميته للأسرة المغربية التي استقرت بجوار المسجد الأقصى بعد تحريره، وهي أسرة ال غانم الشفشاونية، حيث كان لهذه العائلة دور مهم في الحياة الجهادية والدينية والعلمية للقدس وباقي مدن فلسطين والشام المبارك، ولمكانتهم الرفيعة داخل المجتمع المقدسي. تعرض لإعتداءات إسرائيلية كثيرة منها حرقه في عام 1998 وآخرها تشويهه بالدهان الأزرق من قبل مجهولين. أنشأه الوليد بن عبد الملك.
للمسجد الأقصى عشرة أبواب مفتوحة وخمسة مغلقة:
- الأبواب المفتوحة على السور الشمالي: باب الأسباط وباب حطة وباب العتم
- الأبواب المفتوحة على السور الغربي: باب المغاربة وباب الغوانمة وباب الناظر وباب الحديد وباب المطهرة وباب القطانين وباب السلسلة
- الأبواب المغلقة وكلها في على السور الجنوبي والشرقي للأقصى: الباب الثلاثي (باب محراب مريم) والباب المزدوج والباب المفرد وباب الرحمة وباب الجنائز.[2][3]

## وصلات خارجية